# Sensation

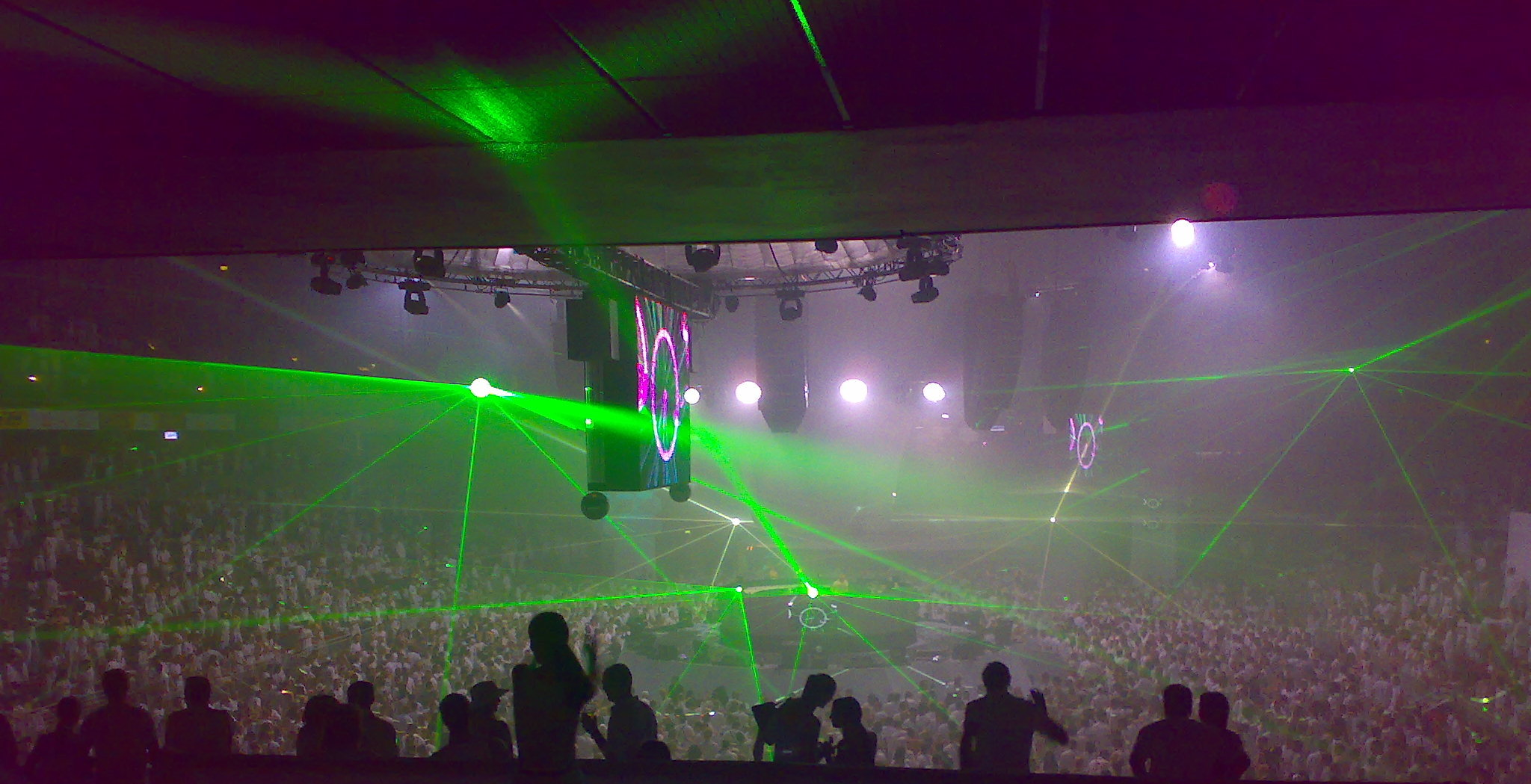
Sensation White 2007, Letonia.

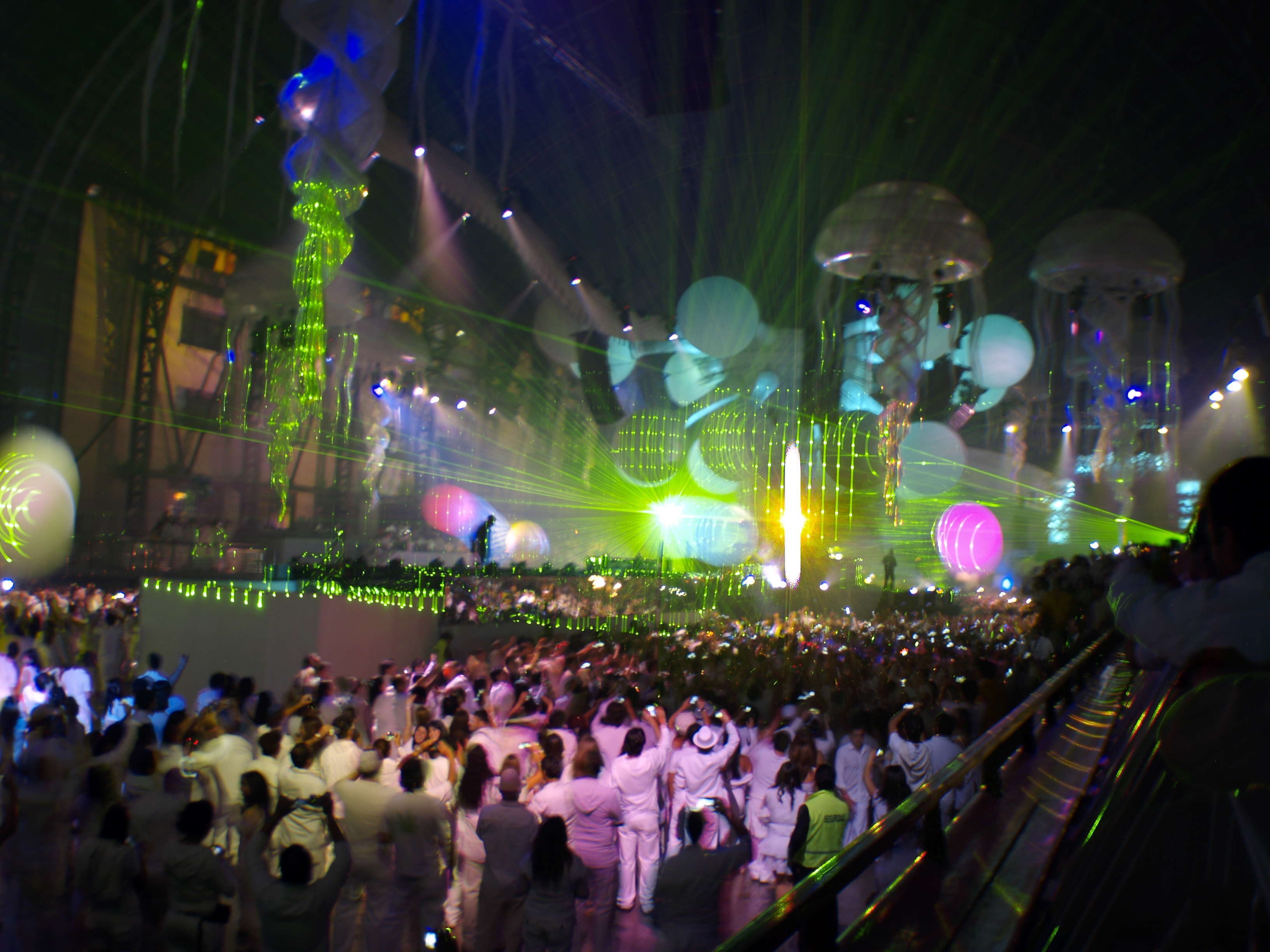
Sensation White 2010, Santiago, Chile.

Sensation es un evento dance anual que se celebra desde el año 2000 el primer sábado de julio en el estadio Ámsterdam Arena en Holanda.Esta tradición llega a su fin el año 2017 con el show "The Final". Es organizada por ID&T, ( Iniciales de Irfan, Duncan y Theo los fundadores de esta), además de Sensation, ID&T organiza Tomorrowland y Mysteryland festivales de renombre en todo el mundo. Durante el evento, los DJs y MCs bailan junto a los asistentes que deben cumplir el código de vestimenta de Sensation que es color blanco en su totalidad, nadie está exento del código, incluso los actos, DJs y MCs deben ir vestidos de este color. El lugar tiene una elaborada iluminación, fuegos artificiales, acróbatas dando espectáculo por aire o tierra, pantallas gigantes, entre otras cosas. En el centro del estadio está la cabina principal donde tocan los DJs invitados (6 DJs) encima de una plataforma gigante que va rotando lentamente.
Inicialmente el Código de vestimenta no era de blanco específicamente, pero esto cambia cuando Miles uno de los hermanos de Duncan Stutterheim, fundador de Sensation, fallece en un accidente de tránsito en el año 2001, al funeral van todos vestidos de blanco y Duncan les pide a los asistentes de Sensation ese año ir de blanco sin ser obligación aún ir de ese color. Para sorpresa de ID&T la mayoría de los asistentes van de blanco naciendo así la tradición de ir en Blanco a Sensation. Ese mismo año el escenario principal es puesto en el centro del estadio para que los asistentes puedan ver el show desde cualquier ángulo.
Para el año 2002 Sensation se divide en dos, Sensation White y Sensation Black, celebrándose Sensation Black el sábado siguiente posterior al Sensation White, Sensation Black deja de hacerse en el año 2009 por disturbios en la edición anterior y aprovechando que en el año 2009 se cumplían 10 años del primer evento, ID&T decide no hacer Sensation Black ese año y en cambio hay dos noches seguidas de Sensation White, actualmente el "apellido" White y Black no se usa y solo se conoce como Sensation.

## Shows
Sensation es pionero en cuanto a hacer un escenario y show de acuerdo a una temática diferente cada año, a continuación una lista de los distintos Shows de cada año.
- Año 2000: Sensation "Shiva"
- Año 2001: Sensation "White"
- Año 2002: Sensation "Church"
- Año 2003: Sensation "Water And Fire"

- Año 2004: Sensation "Mytology"

- Año 2005: Sensation "Space"
- Año 2006: Sensation "DreamCatcher"
- Año 2007: Sensation "Oak Of Love"
- Año 2008: Sensation " The Ocean Of White"
- Año 2009: Sensation "Wicked Wonderland"
- Año 2010: Sensation "Celebrate Life With House"
- Año 2011: Sensation "Innerspace"
- Año 2012.Sensation "Source of Light"
- Año 2013:Sensation "Into The Wild"
- Año 2014: Sensation " Welcome to the PleasureDome"
- Año 2015: Sensation "The Legacy"
- Año 2016: Sensation "Angels and Demons"
- Año 2017: Sensation "The Final"
- Año 2018: Sensation "Rise"
- Año 2019: Sensation "No se requiere tema de sensaciones"
- Año 2020: Sensation "Monument of Light"
- Año 2021: Sensation "No se requiere tema de sensaciones"
- Año 2022: Sensation "Beyond"

## Internacionalización y Tour Mundial
La primera edición de Sensation fuera del Amsterdam Arena fue en el Sport Arena de Budapest - Hungría con el Show Mytology el 16 de abril de 2005, lo que marcaría el inicio del Tour Sensation por todo el mundo, llegando así a los 5 continentes en el transcurso de los años. El Show que más veces ha llevado Sensation alrededor del mundo es The Ocean Of White, estando activo aún luego de 10 años de su estreno en Ámsterdam con la confirmación del primer evento en Indonesia en la ciudad de Yakarta el 10 de febrero de 2018 en el ICE BSD City de esa ciudad bajo el Show The Ocean Of White.

### Eventos por año en el mundo
2000: Amsterdam Arena, Ámsterdam- Holanda. 1 de julio de 2000 (Sensation Shiva)
2001: Amsterdam Arena, Ámsterdam- Holanda. 7 de julio de 2001 (Sensation White)
2002: Amsterdam Arena. Ámsterdam - Holanda. 6 de julio de 2002 (Sensation Church)
2003: Amsterdam Arena, Ámsterdam- Holanda. 5 de julio de 2003 (Sensation Water And Fire)
2004: Amsterdam Arena, Ámsterdam- Holanda. 3 de julio de 2004 (Sensation Mytology)
2005:
- Sport Arena, Budapest - Hungría.16 de abril de 2005 (Sensation Mytology)
- Amsterdam Arena, Ámsterdam- Holanda. 2 de julio de 2005(Premiere Mundial Sensation Space)

- Veltins Arena, Gelsenkirchen - Alemania. 16 de julio de 2005(Sensation Space)

2006
- Amsterdam Arena, Ámsterdam- Holanda. 1 de julio de 2006 (Premiere Mundial Sensation DreamCatcher)

- Veltins Arena, Gelsenkirchen - Alemania. 15 de julio de 2006 (Sensation DreamCatcher)

2007:
- Sportpaleis, Amberes - Bélgica. 31 de marzo de 2007 (Sensation White)

- O2 Arena, Praga - República Checa. 25 de mayo de 2007 ( Sensation Space)
- Amsterdam Arena, Ámsterdam- Holanda. 1 de julio de 2007 (Premiere Mundial Sensation Oak Of Love)
- Hala Stulecia, Breslavia - Polonia. 6 de octubre de 2007 (Sensation Oak Of Love)

- Esprit Arena, Dusseldorf - Alemania. 31 de diciembre de 2007 ( Sensation Oak Of Love)

2008:
- Estación Mapocho, Santiago - Chile. 8 de marzo de 2008 (Sensation Space). Primera edición fuera de Europa y primera en América.
- Ethias Arena, Hasselt - Bélgica. 13 de marzo de 2008 ( Sensation Oak Of Love).
- Sport Arena, Budapest - Hungría. 3 de mayo de 2008 (Sensation Oak Of Love).
- O2 Arena, Praga - República Checa. 31 de mayo de 2008 (Sensation Oak Of Love).
- Arena Riga, Riga - Letonia. 6 de junio de 2008 (Sensation Oak Of Love).
- SKK Arena, San Petersburgo - Rusia. 11 de junio de 2008 (Sensation Space).
- Amsterdam Arena, Ámsterdam - Holanda. 5 de julio de 2008 ( Premiere Mundial Sensation The Ocean Of White)
- Siemens Arena, Vilna, Lituania. 27 de agosto de 2008 (Sensation Oak Of Love).
- Hala Stulecia, Breslavia - Polonia. 25 de octubre de 2008( Sensation Ocean Of White)
- Parken, Copenhague - Dinamarca. 15 de noviembre de 2008 ( Sensation Ocean Of White)
- Palacio de los Deportes, Madrid - España. 22 de noviembre de 2008 (Sensation Ocean of White)
- Telenor Arena, Oslo - Noruega. 31 de diciembre de 2008 ( Sensation Oak Of Love)
- Esprit Arena, Dusseldorf - Alemania. 31 de diciembre de 2008 ( Sensation Ocean Of White)
- Telstra Dome, Melbourne - Australia . 31 de diciembre de 2008 (Sensation Oak Of Love) Primera edición en Oceanía

2009:
- Estación Mapocho, Santiago - Chile. 14 de marzo de 2009 (Sensation Oak of Love)
- Ethias Arena, Hasselt - Bélgica. 14 de marzo de 2009 (Sensation Ocean Of White)
- Anhembi Parque, Sao Paulo - Brasil. 4 de abril de 2009 ( Sensation Oak Of Love)
- Vienna Stadthalle, Viena - Austria. 2 de mayo de 2009 (Sensation Ocean Of White)
- Pavilhoa Atlantico, Lisboa - Portugal. 9 de mayo de 2009 (Sensation Ocean of White)
- Sport Arena, Budapest - Hungría. 16 de mayo de 2009 (Sensation Ocean Of White)
- Hallenstadion, Zúrich - Suiza. 24 de mayo de 2009 (Sensation Ocean Of White)
- O2 Arena, Praga - República Checa. 6 de junio de 2009 (Sensation Ocean Of White)
- SKK Arena, San Petersburgo - Rusia. 12 de junio de 2009 (Sensation Oak Of Love)
- Amsterdam Arena, Ámsterdam - Holanda. 5 de julio de 2009 (Premier Mundial Sensation Wicked Wonderland)
- Hala Stulecia, Breslavia - Polonia. 3 de octubre de 2009 (Sensation Wicked Wonderland)
- Parken, Copenhague - Dinamarca. 31 de octubre de 2009 (Sensation Wicked Wonderland)
- Esprit Arena, Dusseldorf - Alemania. 31 de diciembre de 2009 (Sensation WIcked Wonderland)

2010:
- Ethias Arena, Hasselt - Bélgica. 13 de marzo de 2010 (Sensation Wicked Wonderland)
- Anhembi Parque, Sao Paulo - Brasil. 17 de abril de 2010 ( Sensation Ocean Of White)
- Estación Mapocho, Santiago - Chile. 30 de abril de 2010 (Sensation Ocean Of White)
- O2 Arena, Praga - República Checa. 29 de mayo de 2010 (Sensation Wicked Wonderland)
- SKK Arena, San Petersburgo - Rusia. 18 de junio de 2010 (Sensation Ocean Of White)
- Pavilhoa Atlantico, Lisboa - Portugal. 19 de junio de 2010 (Sensation Wicked Wonderland)
- Amsterdam Arena, Ámsterdam - Holanda. 3 de julio de 2010 (Premier Mundial Sensation Celebrate Life With House)
- Parken, Copenhague - Dinamarca. 13 de noviembre de 2010 (Sensation Celebrate Life)
- Esprit Arena, Dusseldorf - Alemania. 31 de diciembre de 2010 ( Sensation Celebrate Life)

2011:
- Ethias Arena, Hasselt - Bélgica. 12 de marzo de 2011 (Sensation Celebrate Life)
- Estación Mapocho, Santiago - Chile. 19 de marzo de 2011 (Sensation Wicked Wonderland)
- Telenor Arena, Oslo - Noruega. 16 de abril de 2011 (Sensation Ocean Of White)
- IEC, Kiev - Ucrania. 8 de mayo de 2011 (Sensation Ocean Of White)
- Belgrad Arena, Belgrado - Serbia. 21 de mayo de 2011 (Sensation Ocean of White)
- Anhembi Parque, Sao Paulo - Brasil. 18 de junio de 2011 (Sensation Wicked Wonderland)
- SKK Arena, San Petersburgo - Rusia. 18 de junio de 2011 (Sensation Celebrate Life)
- Amsterdam Arena, Ámsterdam - Holanda. 2 de julio de 2011 (Premiere Mundial Sensation Innerspace)
- O2 Arena, Praga, República Checa. 13 de agosto de 2011 ( Sensation Ocean Of white)
- O2 Arena, Londres - Inglaterra. 13 de agosto de 2011 (Sensation Ocean Of White)
- Palau st. Jordi, Barcelona - España. 8 de octubre de 2011 (Sensation Innerspace)
- Parken, Copenhague - Dinamarca. 29 de octubre de 2011 ( Sensation Innerspace)

2012:
- Ethias Arena, Hasselt - Bélgica. 17 de marzo de 2012 (Sensation Innerspace)
- Estación Mapocho, Santiago - Chile. 14 de abril de 2012 (Sensation Celebrate Life)
- Romexpo, Bucarest - Rumania. 21 de abril de 2012 (Sensation Ocean Of White)
- IEC, Kiev - Ucrania. 5 de mayo de 2012. (Sensation Innerspace)
- KINTEX Arena, Seúl - Corea del Sur. 7 de mayo de 2012 (Sensation Ocean Of White) Primera edición en Asia
- Beograd Arena, Belgrado - Serbia. 12 de mayo de 2012 (Sensation Innerspace)
- O2 Arena, Praga - República Checa. 19 de mayo de 2012 (Sensation Innerspace)
- Anhembi Parque, Sao Paulo - Brasil. 2 de junio de 2012 (Sensation Celebrate Life)
- SKK Arena, San Petersburgo - Rusia. 11 de junio de 2012 (Sensation Innerspace)
- Amsterdam Arena, Ámsterdam - Holanda. 7 de julio de 2012 (Premiere Mundial Sensation Source Of Light)
- Bitec, Bangkok - Tailandia. 18 de agosto de 2012 (Sensation Ocean Of White)
- Telenor Arena, Oslo - Noruega. 15 de septiembre de 2012 (Sensation Innerspace)
- Kaohsiung Arena, Kaohsiung - Taiwán. 29 de septiembre de 2012 (Sensation Ocean Of White)
- Atakoy Arena, Estambul - Turquía. 13 de octubre de 2012 (Sensation Wicked Wonderland)
- Esprit Arena, Dusseldorf - Alemania. 13 de octubre de 2012 (Sensation Source Of Light)
- Barclays Center, Nueva York - Estados Unidos. 26 y 27 de octubre de 2012 (Sensation Innerspace) Primera edición en USA
- Parken, Copenhague - Dinamarca. 2 de noviembre de 2012 (Sensation Source Of Light)

2013:
- Ethias Arena, Hasselt - Bélgica. 9 de marzo de 2013 (Sensation Source of Light)
- Romexpo, Bucarest - Rumania. 6 de abril de 2013 (Sensation Source of Light)
- Unipol Arena, Bolonia - Italia. 13 de abril de 2013 (Sensation Source of Light)
- Estación Mapocho, Santiago - Chile. 13 de abril de 2013 (Sensation Innerspace)
- MGM Grand, Las Vegas - Estados Unidos. 10 de mayo de 2013 (Sensation Ocean Of White)
- O2 Arena, Praga - República Checa. 25 de mayo de 2013 (Sensation Source Of Light)
- Rogers Centre, Toronto - Canadá. 1 de junio de 2013 (Sensation Ocean Of White)
- SKK Arena, San Petersburgo - Rusia. 8 de junio de 2013 (Sensation Source Of Light)
- Anhembi Parque, Sao Paulo - Brasil. 15 de junio de 2013 (Sensation Innerspace)
- Amsterdam Arena, Ámsterdam - Holanda. 6 de julio de 2013 (Premiere Mundial Sensation Into The Wild)
- Coca Cola Dome, Johannesburgo - Sudáfrica. 7 de septiembre de 2013 (Sensation Innerspace) Primera edición en África
- Oracle Arena, Oakland - Estados Unidos. 14 de septiembre de 2013 (Sensation Ocean Of White)
- Kaohsiung Arena, Kaohsiung - Taiwán. 28 de septiembre de 2013 (Sensation Wicked Wonderland)
- Barclays Center, Nueva York - Estados Unidos. 26 de octubre de 2013 (Sensation Ocean of White) Show Número 100
- KINTEX Arena, Seúl, Corea del Sur. 30 de noviembre de 2013 (Sensation Wicked Wonderland)

2014:
- Bitec, Bangkok - Tailandia. 31 de enero de 2014 (Sensation Wicked Wonderland)
- Unipol Arena, Bolonia - Italia. 25 de abril de 2014 (Sensation Into The Wild)
- SKK Arena, San Petersburgo - Rusia. 7 de junio de 2014 (Sensation Into The Wild)
- Amsterdam Arena, Ámsterdam - Holanda. 5 de julio de 2014 (Premiere Mundial Sensation Welcome To The Pleasure Dome)
- Meydan Racecourse, Dubái - Emiratos Árabes Unidos. 31 de octubre de 2014 (Sensation Source of Light) Primera edición al Aire Libre - First Outdoor Edition
- Arena Monterrey, Monterrey - México. 8 de noviembre de 2014 (Sensation Into The Wild)
- Rogers Centre, Toronto - Canadá. 29 de noviembre de 2014 (Sensation Into The Wild)

2015:
- Olympic Stadium, Moscú - Rusia. 12 de junio de 2015 (Sensation Wicked Wonderland)
- Amsterdam Arena, Ámsterdam - Holanda. 4 de julio de 2015 (Sensation The Legacy - Exclusive Edition in Amsterdam)
- Makuhari Messe, Tokio - Japón. 10 de octubre de 2015 (Sensation Wicked Wonderland)
- Meydan Racecourse, Dubái - Emiratos Árabes Unidos. 30 de octubre de 2015 (Sensation Ocean Of White)
- Arena Monterrey, Monterrey - México. 7 de noviembre de 2015 (Sensation Innerspace)

2016:
- Gachibowli Stadium , Hyderabad - India. 5 de marzo de 2016 (Sensation Welcome To The PleasureDome)
- Olympic Stadium, Moscú - Rusia. 18 de junio de 2016 (Sensation Welcome To The PleasureDome)
- Amsterdam Arena, Ámsterdam - Holanda. 2 de julio de 2016 (Premiere Mundial Sensation Angels and Demons)
- Makuhari Messe, Tokio - Japón. 3 de septiembre de 2016 (Sensation Innerspace)
- Arena Monterrey, Monterrey - México. 5 de noviembre de 2016 (Sensation Ocean Of White)
- Bab Al Shams Event Arena, Dubái - Emiratos Árabes Unidos. 11 de noviembre de 2016. (Sensation The Desert Dome)

2017:
- Movistar Arena, Santiago - Chile. 21 de abril de 2017 (Sensation The Andes Edition)
- Amsterdam Arena, Ámsterdam - Holanda. 8 de julio de 2017 (Sensation The Final - Exclusive Edition in Amsterdam)

- Spotless Stadium, Sídney - Australia. 25 de noviembre de 2017 (Sensation Celebrate Life)

## Ediciones confirmadas para el 2018
Para el año 2018 Sensation ha confirmado 9 eventos alrededor del mundo, para este año se rompe la tradición de "estrenar" el nuevo tema de Sensation en Ámsterdam, trasladándose esta vez la Premier mundial a la ciudad de Sao Paulo en Brasil. Además de llegar por primera vez a Indonesia a la ciudad de Yakarta, Ciudad de México en México, Brasilia en Brasil y a Singapur.
- ICE BSD City, Yakarta - Indonesia. 10 de febrero de 2018 (Sensation Ocean Of White)
- São Paulo Expo, Sao Paulo - Brasil. 31 de marzo de 2018 (Premiere Mundial Sensation Rise)[1]
- Mané Garrincha Stadium, Brasilia - Brasil. 7 de abril de 2018 (Sensation Rise)[2]
- Gocheok Sky Dome, Seúl - Corea Del Sur. 5 de mayo de 2018 ( Sensation Celebrate Life)[3]
- Arena Monterrey, Monterrey - México. 12 de mayo de 2018 ( Tema por anunciar)[4]

- Arena Ciudad de México - México. 19 de mayo de 2018 (Tema Por anunciar)[4]
- O2 Arena, Praga - República Checa. 23 de junio de 2018 (Tema Por anunciar)
- Bitec, Bangkok - Tailandia. 29 de julio de 2018 (Tema Por anunciar)
- Changi Exhibition Center - Singapur. 1 de septiembre de 2018 (Tema Por anunciar)

## Ediciones especiales y exclusivas
En el año 2013 la organizadora de Sensation ID&T es comprada por SFX Entertainment Inc, compañía estadounidense de efectos especiales para cine y TV. En el Amsterdam Dance Event de 2013 Shelly Finkel jefe de adquisiciones de SFX y Duncan Stutterheim CEO de ID&T ofrecieron una rueda de prensa y confirmaron que la compañía de origen estadounidense y ID&T habían finalizado el trato por el que "En lugar de tener el 75%, ID&T ahora pertenecerá el 100% a SFX", Stutterheim además declaró que "Ahora está muy claro, yo trabajo para SFX. Estaré trabajando en la oficina principal en Europa, y seguiremos creando los mismos shows. Pero desde ahora, ID&T y SFX estarán juntos”. Gracias a la primera compra del 75% de ID&T, SFX entró a la marca holandesa y se expandió a través de los Estados Unidos con Tomorrowworld y Mysteryland y la primera edición de Sensation en suelo americano en el Barclays Center de Nueva York en el año 2013. Actualmente ID&T/SFX Sensation LLC es una subsidiaria de SFX Entertainment Inc y trasladó su sede desde Amsterdam a Nueva York. En el año 2015 Duncan Stutterheim anuncia que renunció a la compañía para enfocarse en una nueva y además declara que el 2015 será el último Sensation bajo su mando. Ese mismo año como parte de la celebración de los 15 años de Sensation y de la despedida de Duncan Stutterheim, ID&T anuncia una edición exclusiva en Ámsterdam sin tour mundial llamada "The Legacy" que en español sería "El Legado", para el año 2016 ya sin su CEO ID&T anuncia un nuevo show en Ámsterdam llamado "Angels And Demons" o en español "Ángeles y Demonios", en esta ocasión los asistentes pueden ir vestidos de blanco o negro según sea su elección, hasta el momento se desconoce si tendrá tour mundial. Hacia el año 2017 Sensation anuncia un show denominando "The Final" para sorpresa y temor de los fans de Sensation pues creían que este llegaría a su fin, pero Sensation aclara que se despedirá de Ámsterdam su casa y lugar más emblemático y punto de partida de su tour mundial, bajo el lema "Dear Ámsterdam, It´s time to say goodbye".

### Ediciones exclusivas
- Sensation "The Legacy". 4 de julio de 2015, Amsterdam Arena.
- Sensation "The Final". 8 de julio de 2017, Amsterdam Arena.
- Sensation "Angels And Demons". 2 de julio de 2016, Amsterdam Arena.

### Ediciones Especiales
En el año 2016 Sensatión anuncia una edición en el desierto de Dubái bajo el tema "The Desert Dome", show que se basa en el previamente lanzado en Ámsterdam "Welcome To The Pleasuredome" solo que esta vez es al aire libre y solamente contando con la estructura principal. En el año 2017 como parte del festival chileno Andes Future que consiste en una serie de fiestas en el Movistar Arena de Santiago de Chile, Sensation notifica que tendrá una edición especial en dicho festival llamada "The Andes Edition", esta show se basa en "Source Of Light" inaugurado en 2012 en Ámsterdam, como curiosidad tiene que el escenario no se ubicó en el centro del recinto.

## Curiosidades
1. En el año 2003, en la edición "White" de ese año el Dj Ferry Corsten no va de blanco, ha sido el único Dj en actuar vestido diferente a los demás.
2. Sensation tiene "Himno", es la canción de trance Superstring del Dj Cygnus X en remix de Rank 1.
3. Los tickets de Sensation se suelen agotar en un día para la edición de Ámsterdam, el único año en que no sucedió fue en el 2010, cuando anunciaron el tema "We Celebrate Life With House" los fanes se enojaron al ver que cambiarían la música predominante (el trance), por el House, para incentivar la compra anunciaron como HeadLiners al trí sueco Swedish House Mafia.
4. Se han cancelado varias ediciones confirmadas, Barcelona-España en el 2012 con el Show "Source Of Light" por la crisis económica que sacudía al país en ese entonces, Bucarest - Rumania con el show "The ocean Of White" en el 2010 debido a que el promotor local no podía cumplir con las obligaciones financieras acordadas.
5. En Dusseldorf - Alemania fue la primera vez que Sensation tuvo una fiesta en la víspera de año nuevo, tuvo lugar la noche del 31 de diciembre de 2007.
6. En la página oficial de Sensation no aparece información alguna de Sensation Black, tampoco en sus redes sociales ni en su canal de Youtube.
7. El Show que más tiempo ha llevado crear es "The Ocean Of White" en 2008. Cerca de 200 empleados de producción trabajaron durante 1 semana completa las 24 horas del día para la premier mundial en la ciudad de Ámsterdam.